# Dendrofilia

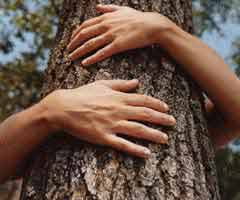
Abraza-árboles

La Dendrofilia es una parafilia sexual que describe la atracción sexual hacia los árboles y las plantas, incluyendo su uso como objetos sexuales.

## Descripción
Muchas personas usan vegetales y frutas como los pepinos o las zanahorias para introducirlos en su vagina o en el ano como objeto para recibir placer sexual u orgasmos cuando se masturban. En los varones se pueden utilizar agujeros dentro de árboles o troncos asimilando la forma de una vagina, por donde se introduce el pene.
Mucha gente experimenta sentimientos hacia las plantas al cabo de haber tenido sexo en un jardín, bosque, invernadero, o recámara con muchas plantas. El uso de flores para acariciarse el cuerpo también se incluye dentro de la dendrofilia.
Suelen ser personas que no han recibido atención suficiente en la infancia y al reprimir estas emociones buscan un vínculo sexual con la naturaleza.

## En la cultura popular
- En la película 40 días y 40 noches, la novia de Josh Hartnett llega al orgasmo de esta forma cuando él estaba llevando a cabo un ayuno sexual para la cuaresma y no podía complacerla de una manera más típica. [cita requerida]
- En un capítulo de la serie mexicana-estadounidense Caso cerrado, un hombre relataba que llega al orgasmo por medio de una fruta y que no podía complacer a su mujer de manera habitual.[1]
- En la película de Paco León Kiki, el amor de hace, dos hermanas se restriegan con plantas y se explica el concepto de Dendrofilia.